# 後置詞
後置詞（postposition）在文法裡是一種介詞或助詞，其作用為建立受詞（多半是一個名詞片語）與句子中其他部分的關係，通常用來表示位置、時間、作用对象或行为主体等。與前置詞相反，後置詞的使用位置是在被修飾的受詞之後。

## 範例
日语的助詞：
私が会社員です。（表示行为主体）
図書館に本がある。（表示位置所在）
ライバルを倒す。（表示作用对象）
四時ごろに行く。（表示时间）
朝鮮語的助詞：
도서관에 책이 있다.（表示行为主体）
네 시 즈음에 간다.（表示时间）

## 另見
- 介詞
- 前置詞